# Pierre Christiaens
Pierre Christiaens (Diest, 27 april 1794 - 25 december 1870) was een Belgisch volksvertegenwoordiger.

## Levensloop
Christiaens was een zoon van brouwer François Christiaens en van Anna Schraenen. Hij trouwde met Anne Tielens.
Hij werd gemeenteraadslid van Diest van 1836 tot 1839 en van 1843 tot 1866. Hij werd ook provincieraadslid voor Brabant van 1836 tot 1848.
In 1848 werd hij liberaal volksvertegenwoordiger voor het arrondissement Leuven, in opvolging van Jules d'Anethan. Hij oefende het mandaat uit tot in juni 1850.